# Échassiers landais

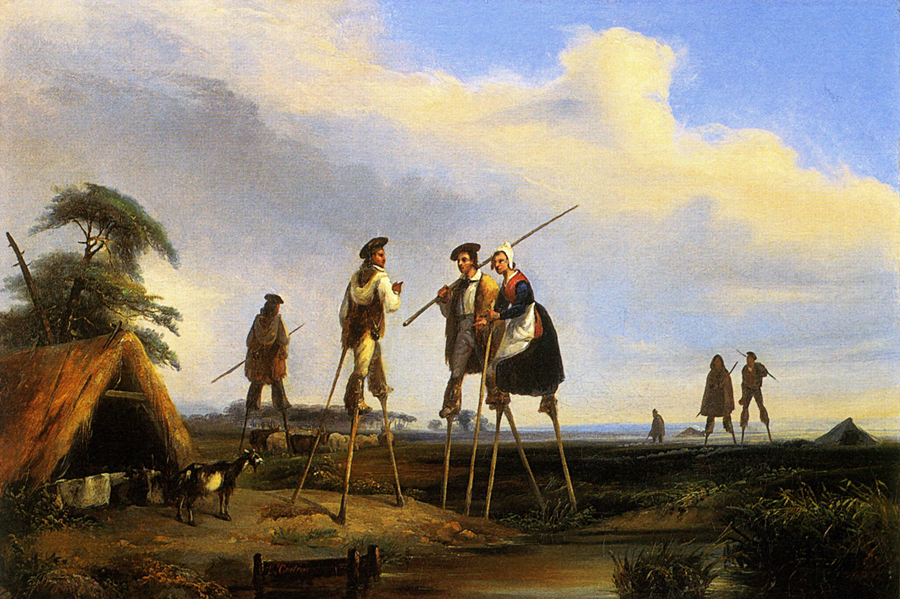
Habitants des Landes, par Jean-Louis Gintrac.

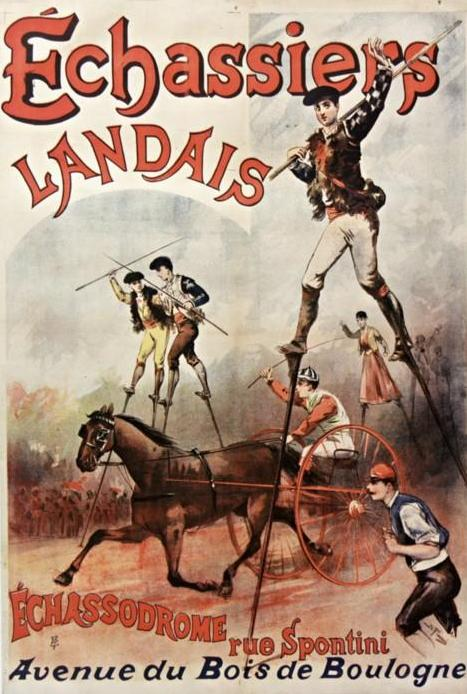
Evènement à l'échassodrome de Paris - affiche de 1890.

Les échassiers landais étaient principalement les bergers, seuls à être « tchanqués » (équipés d’échasses en gascon) avec les facteurs et « coureurs » de nouvelles. L’usage des échasses remonterait au XVIIIe siècle et prend fin au XIXe siècle, avec la disparition du système agro-pastoral, dont elles sont le symbole.

## Échasses landaises
Les témoignages les plus anciens de l’usage des échasses dans les Landes de Gascogne datent du début du XVIIe siècle. Le manque de documents historiques fiables ne permet pas de déterminer avec exactitude leur origine : elles proviennent ainsi soit d’Europe du Nord (Namur organise en particulier des combats d’échasses depuis 1411), soit elles sont en usage dans la région depuis une époque antérieure.
Elles se composent de deux pièces de bois :
- l’escasse (de gascon escaça) : pièce principale
- le paousse pé (en gascon : pose pied) : fixé sur l’escasse, à environ un mètre du sol

La fixation autour de la jambe est assurée par une lanière de cuir.

## Bergers landais
Les échasses leur servaient à surveiller les troupeaux de brebis landaises, à marcher rapidement sur les terrains humides, et à protéger leurs pieds du froid et des piqures d’ajoncs. Généralement célibataires, ils gardent les bêtes qui leur sont confiées par leurs propriétaires.

## Fin du système agro-pastoral
La loi du 19 juin 1857 imposant aux communes des Landes de Gascogne d’assainir et de boiser leurs territoires, réduit de plus en plus les grands espaces dont les pasteurs se servaient jusque-là pour faire paître leurs troupeaux, ce qui donna lieu à de nombreux affrontements entre bergers et forestiers.
Les pasteurs avaient l’habitude d’incendier des parties de la lande au printemps pour le débroussaillage. Ces foyers se propageaient, parfois volontairement, à la forêt naissante, comme à la fin du Second Empire près d’Audenge, où 6 300 ha de pins plantés par les frères Pereire furent anéantis.
La disparition des vastes pacages entraîna la diminution des troupeaux, et la sylviculture prit le pas, non seulement sur la lande pastorale, mais aussi sur les terres cultivées. Cependant, certains gemmeurs de la forêt landaise utilisèrent les échasses pour travailler. Presque tous les échassiers landais avaient disparu après la Grande Guerre.

## Usage moderne

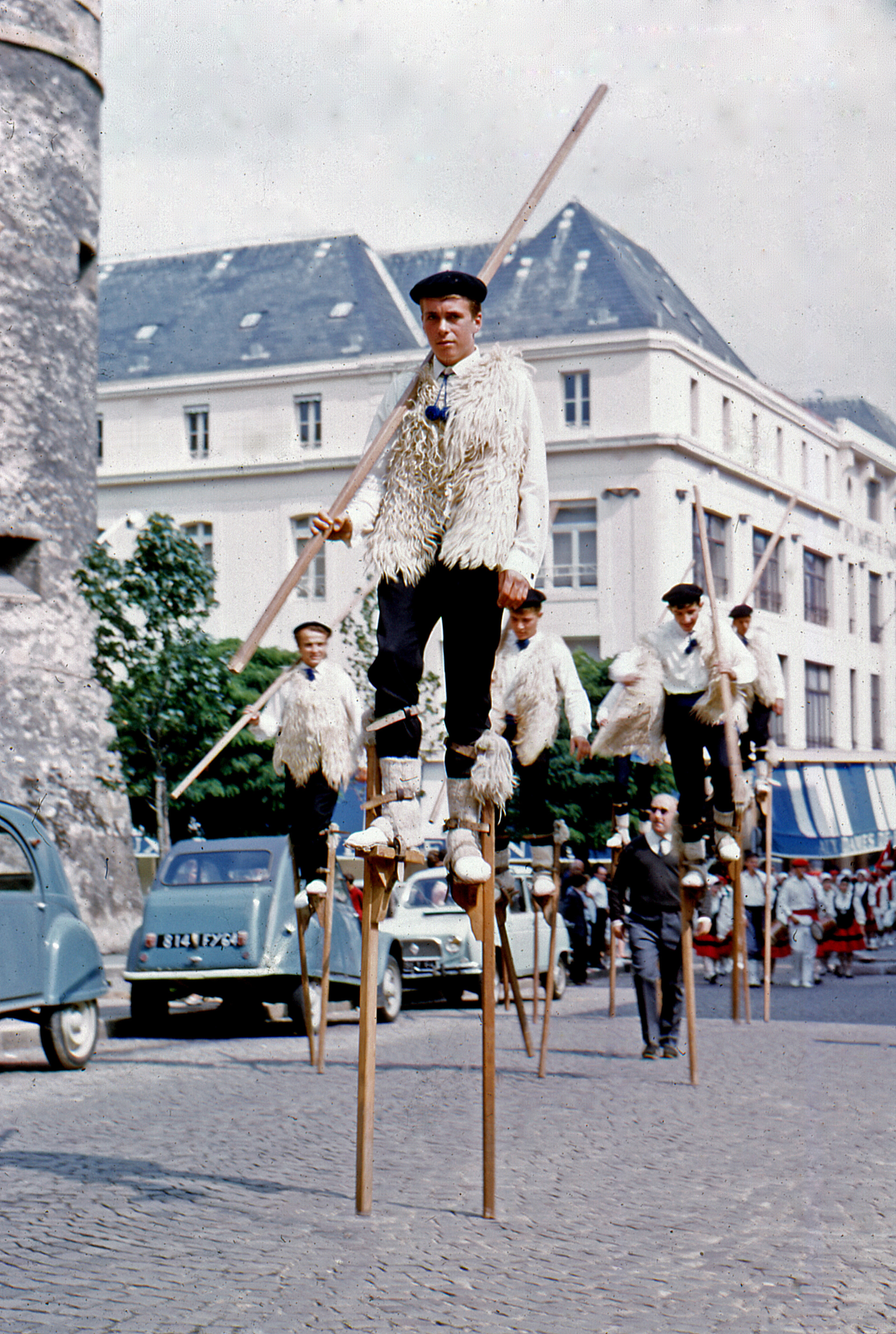
Défilé d'échassiers landais lors des fêtes de Bayonne, le 9 août 1965.

Alors que le système agro-pastoral dans les Landes de Gascogne disparaît peu à peu, l’arcachonnais Sylvain Dornon (1858-1900) invente une nouvelle spécialité landaise : la danse sur échasses, espérant que leur usage soit préservé et qu'elles deviennent un sport et un jeu.
De nos jours, des groupes d’échassiers landais animent les saisons de la Côte d'Argent et les ferias des Landes (fêtes de la Madeleine) par des spectacles folkloriques ou des courses de vitesse.

## Groupes folkloriques landais
- Lous Cigalouns - Morcenx

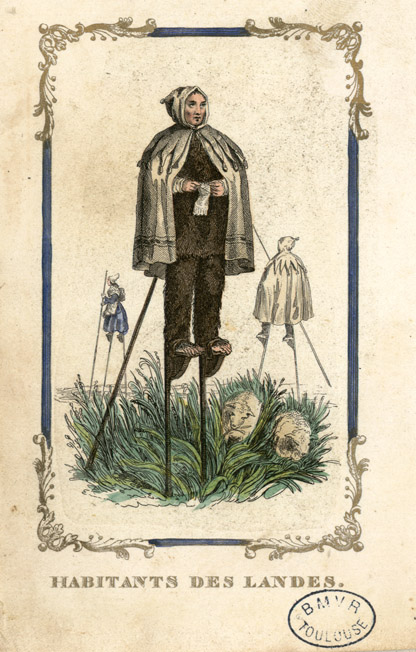
Habitants des Landes

- Lous Cames de Boy de Segosa - Mimizan
- Lous Gaynuts - Pouillon
- Lous Gouyats de l'Adou - Dax
- Lous Tchancayres - Mont de Marsan
- Lous Cadetouns - Soustons
- Les Hérons des Lacs- Biscarrosse
- Lous Esquirous - Biscarrosse
- Echasses Spectacle Animation / E.S.A (anciennement ESSOR) - Mont de Marsan
- Lous dé Bazats - Bazas
- Lous Landeus des Forges - Bias
- Lous Crabots de Seminsens - Saint Vincent de Tyrosse
- Lous Bidaous - Boucau/Tarnos
- Les pastous et pastourettes - Aurice

## Photos anciennes

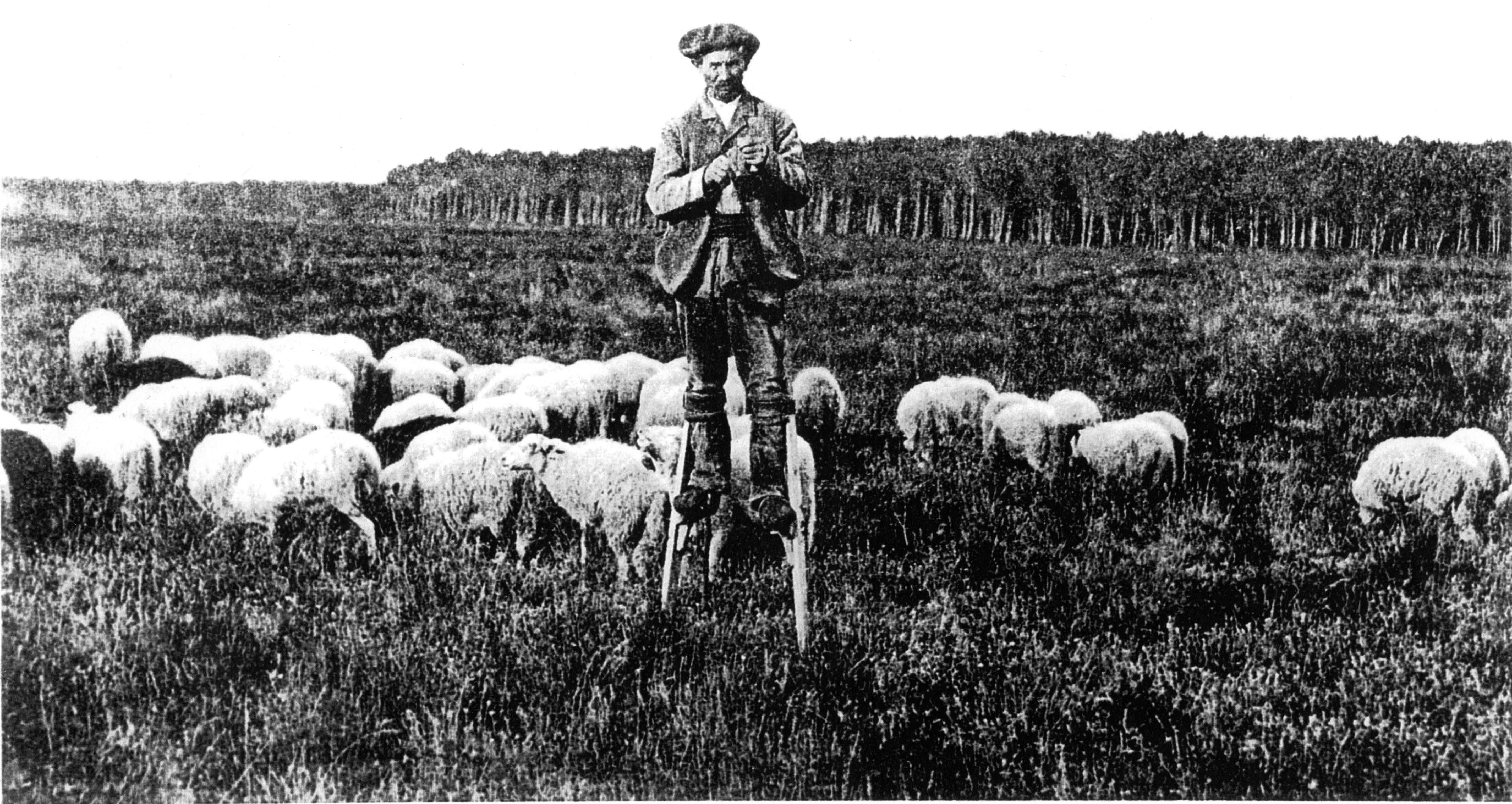
Berger landais
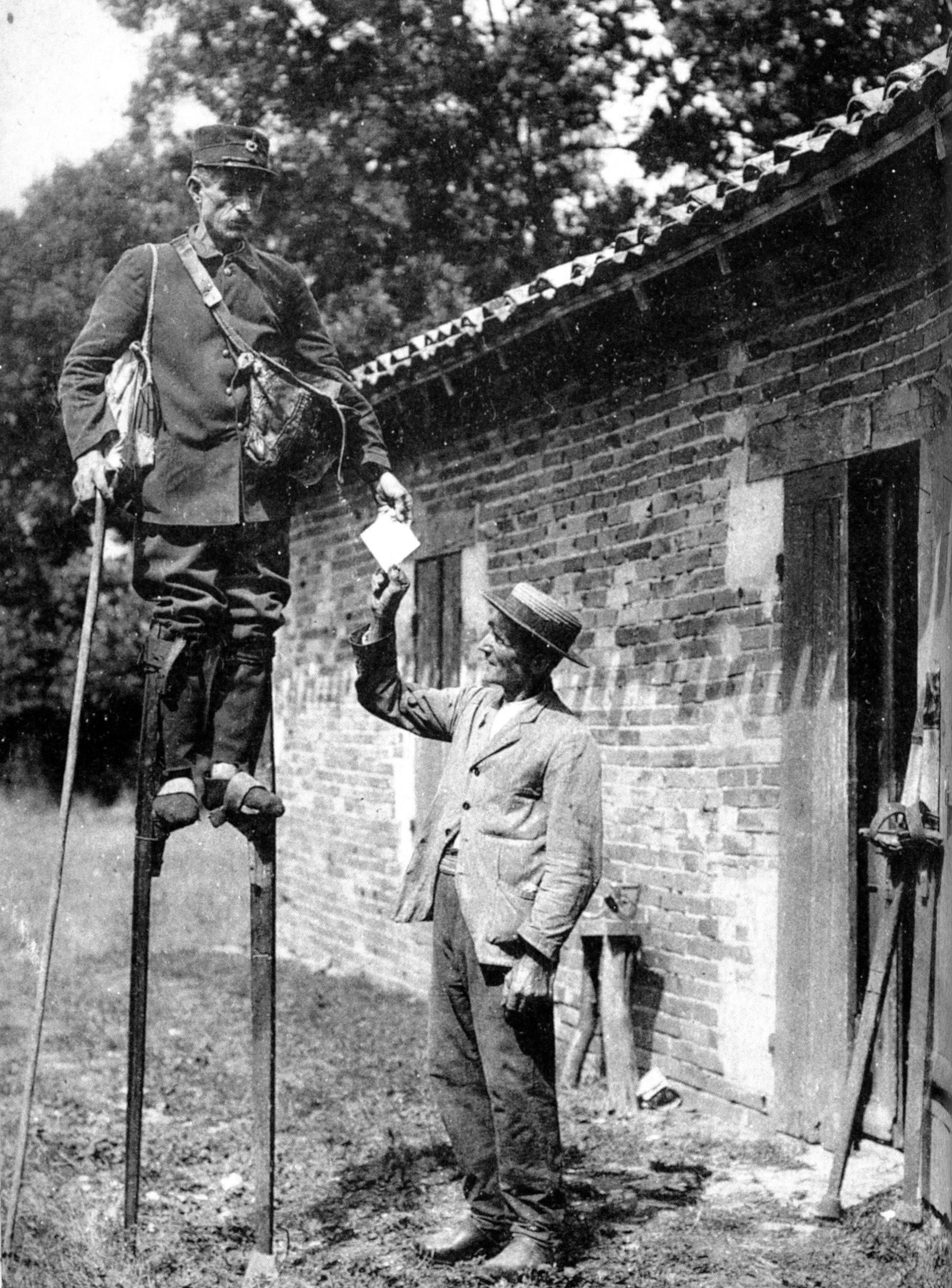
Facteur du pays de Buch
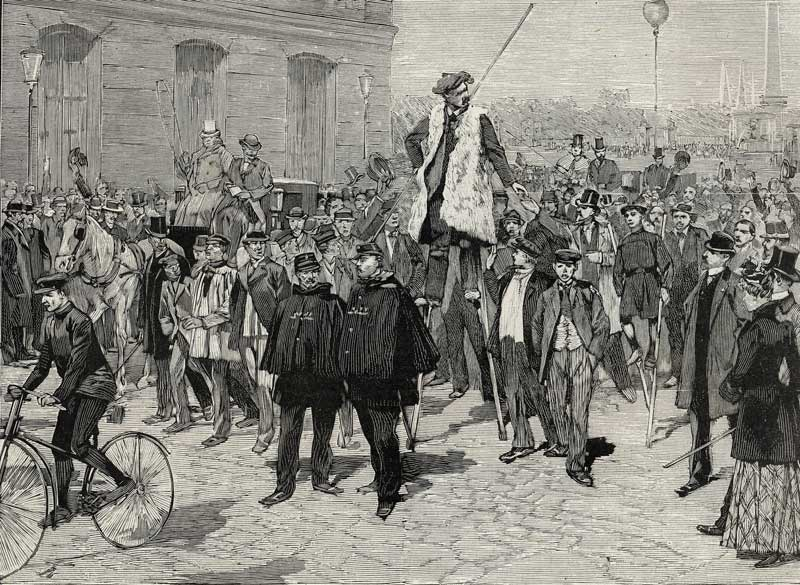
Sylvain Dornon
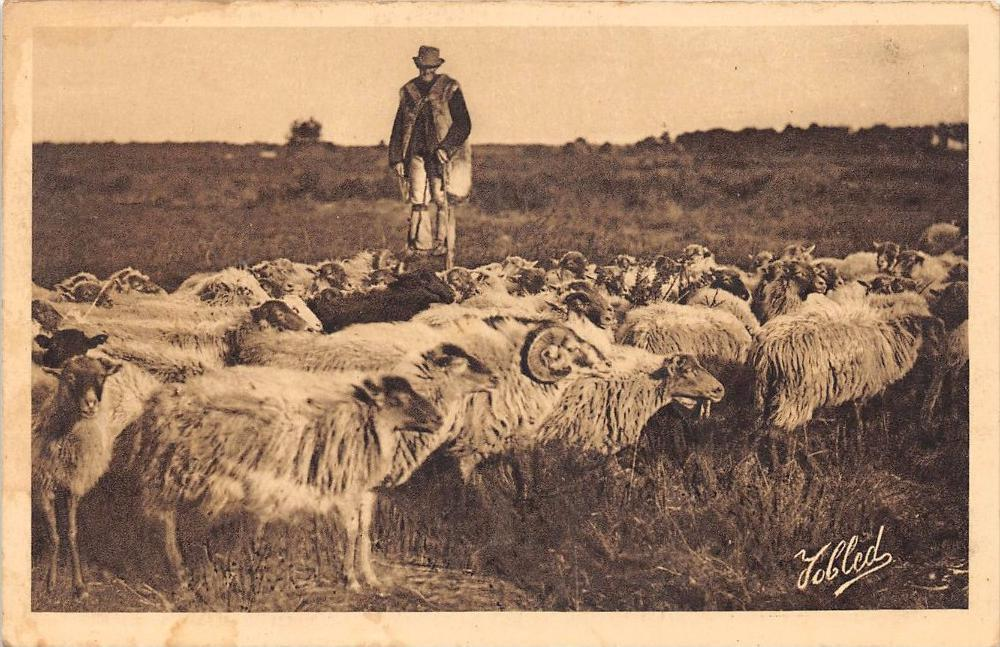
Echassier landais en 1920